# دانييل غونزاليس
دانييل غونزاليس (8 يوليو 1972 مدريد إسبانيا - ) هو لاعب كرة قدم إسباني، يلعب كمهاجم.